# Кухаренко Лідія Іванівна
Лідія Іванівна Кухаренко (17 лютого (3 березня) 1906, Цесарська Слобода — 10 березня 1971, Київ) — український радянський економіст і громадський діяч, доктор економічних наук (1952), професор (1953). Депутат Верховної Ради УРСР 4—6-го скликань. Член ЦК КПУ у січні 1949 — березні 1966 р.

## Життєпис
Народилася 17 лютого (3 березня) 1906 року в селі Цесарській Слободі (нині Червона Слобода Черкаського району Черкаської області) (за іншими даними — народилася в місті Санкт-Петербурзі у родині робітника).
У 1920–1926 роках навчалася в Черкаському педагогічному технікумі. Потім працювала учителем у селі Цесарській Слободі на Черкащині. У 1926–1930 роках навчалася у Київському інституті народної освіти. З 1931 року і до смерті працювала в ньому асистентом, викладачем, доцентом та професором політичної економії. У 1932–1935 роках навчалась у аспірантурі, захистила кандидатську дисертацію. З 1938 року — старший науковий працівник Академії наук Української РСР.
Член ВКП(б) з 1939 року.
У 1940–1944 роках працювала лектором відділу пропаганди і агітації ЦК КП(б) України, одночасно під час німецько-радянської війни у 1942–1943 роках за дорученням Партизанського штабу України перебувала в тилу ворога у партизанському з'єднанні Олексія Федорова. З червня 1944 по 1950 рік за сумісництвом працювала директором Української (Київської) філії Центрального музею Володимира Ілліча Леніна.
У 1950–1952 роках навчалася у докторантурі при Інституті економіки АН УРСР. У 1953–1971 роках — завідувач кафедри політичної економії Київського державного університету імені Тараса Шевченка.
У грудні 1953–1964 роках була головою правління Товариства по розповсюдженню політичних і наукових знань УРСР (Українського республіканського товариства «Знання»). Обиралась делегатом XVI–XXII з'їздів Компартії України (на всіх цих з'їздах її обирали членом ЦК КПУ).

Могила Лідії Кухаренко

Померла в Києві 10 березня 1971 року. Похована на Байковому кладовищі (ділянка № 21).

## Наукова і громадська діяльність
У 1960-ті роки на кафедрі політекономії керувала комплексною науковою проблемою «Створення матеріально-технічної бази соціалізму і комунізму», особисто працювала над темами «Роль електрифікації в створенні матеріально технічної бази комунізму» і «Соціалістичне матеріальне виробництво і підвищення його економічної ефективності в період переходу від соціалізму до комунізму».
Була головним редактором колективної монографії до 50-річчя Жовтневого перевороту: «Економічні закономірності будівництва комунізму» і заступником головного редактора колективної монографії до 100-річчя від дня народження В. І. Леніна «Ленінський план електрифікації в дії», де написала розділ «Ленінський план електрифікації країни і його значення для будівництва соціалістичної і комуністичної економіки».
Працювала відповідальним редактором міжвузівських наукових збірників «Питання політичної економії». Керувала роботою Об'єднаної Вченої Ради по захисту докторських дисертацій з політекономії Київського університету, була членом Вищої атестаційної комісії.
З 1964 року була членом редколегії журналу «Вопросы экономики», з 1965 року — член редколегії видавництва «Вища Школа», редактором «Вісника КДУ».
Автор понад 50 наукових робіт. Серед них:
- «Велика співдружність Леніна і Сталіна» (1950);
- «Велика програма електрифікації» (1951);
- «Великие сталинские стройки на Днепре» (1952);
- «Перетворення України з аграрної в могутню індустріально-колгоспну республіку» (1959);
- «Действенность пропаганды» (1960);
- «Економічні закони і розвиток соціалістичного виробництва» (1969) та інші.

## Відзнаки та нагороди
- Заслужений діяч науки УРСР (з 7.05.1966 року; за вагомий внесок у розвиток економічної науки).
- орден Леніна (1948),
- орден Червоного Прапора (1.04.1943),
- орден Трудового Червоного Прапора (7.03.1960),
- Медаль «Партизанові Вітчизняної війни» 1 ступеня,
- Медаль «За трудову доблесть» (1949),
- чехословацьким «Бойовим хрестом»,
- Почесна грамота Президії Верховної Ради УРСР (за підготовку кадрів в Київському університеті) (1959)